# Les Halles (stacja metra)
Les Halles – stacja linii nr 4 metra  w Paryżu. Stacja znajduje się w 1. dzielnicy Paryża.  Została otwarta 27 kwietnia 1908 r. Stacja jest połączona z dworcem Gare de Châtelet - Les Halles, który jest również połączony ze stacją Châtelet. Razem tworzą one wielki węzeł komunikacyjny.